# Inditex
Industria de Diseño Textil (Inditex;/ˌɪndɪˈtɛks/, Espanhol: [indiˈteks]) é um conglomerado de empresas têxteis espanhola entre as redes mais valiosas fast-fashion do mundo. Foi criada em 1985 na Espanha, por Amancio Ortega, anos depois de criar a Zara, a empresa mais valiosa do grupo. Atualmente, a sede do conglomerado encontra-se no município de Arteixo, na província da Corunha, na Espanha. O grupo começou 2022 com o controle de 5413 lojas próprias e 1064 franquiadas pelo mundo, sendo a maior parte concentrada no continente europeu, empregando mais de 165 mil trabalhadores.
O conglomerado é dono de 8 marcas: Zara, Pull&Bear, Massimo Dutti, Bershka, Stradivarius, Oysho, Zara Home e Tempe. Em 2021, o faturamento registrado foi de € 27,7 bilhões e o lucro líquido, de € 3,24 bilhões, sendo que 71% desse faturamento, cerca de € 19,71 bilhões, foi proveniente da Zara, segundo reporte anual. No ano, o grupo pagou um total de € 6.09 bilhões em impostos ao redor do mundo. Assim, para cada € 100 faturado, € 21,99 foram de impostos. Já para cada € 100 faturados, € 11.7 euros foram de lucro. No mesmo ano foram gastos entre os 11 diretores € 69,2 milhões em remuneração e € 10,08 milhões em benefícios, totalizando € 79,28 milhões.
Em 2022, o relatório España 100, elaborado pela BranFinance, avaliou 6 das marcas do grupo entre as 50 mais valiosas da Espanha, com destaque para a Zara, avaliada em €11,2 bilhões, (2° lugar); Bershka (20°), Pull&Bear (22°), Mussamo Dutti (24°) e Oysho (49°). 

## Empresas do grupo
- Zara
- Zara Home
- Pull&Bear
- Massimo Dutti
- Bershka
- Stradivarius
- Oysho
- Tempe